# Wella
Wella – niemieckie przedsiębiorstwo, zajmujące się produkcją kosmetyków do pielęgnacji włosów z siedzibą w Darmstadt, w kraju związkowym Hesja, w Niemczech.
Zostało założone w 1880 roku przez Franza Ströhera, fryzjera z Saksonii. Przedsiębiorstwo jest od 2015 roku jednostką zależną amerykańskiej firmy kosmetycznej Coty, Inc.